# Православ'я в Європі

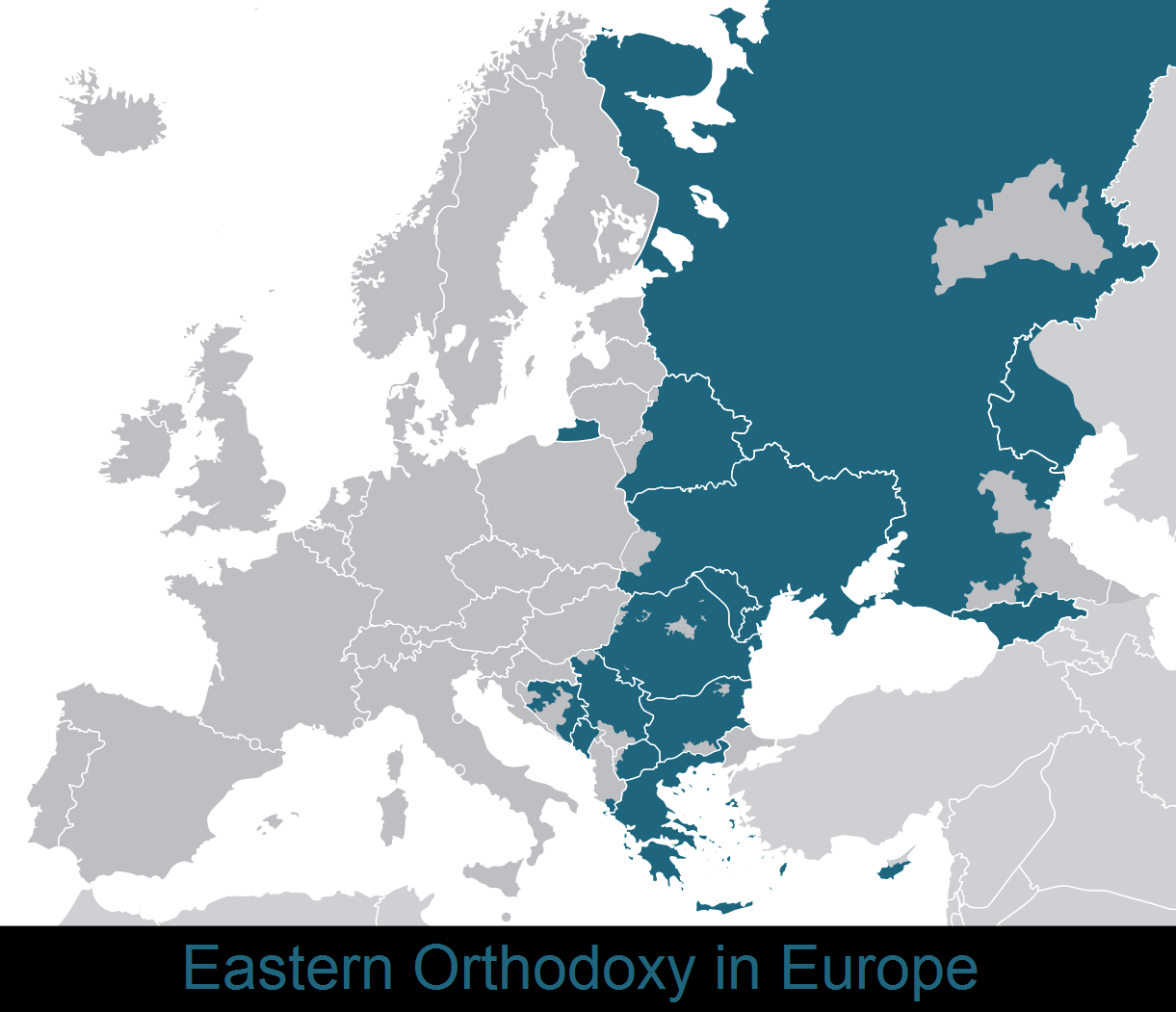
Східне православ'я в Європі

Сербський православний монастир Грачаниці

Східне православ'я є другою за чисельністю християнською конфесією в Європі. Європейські східні православні християни переважно присутні у Східній та Південно-Східній Європі, а також значно представлені в діаспорі по всьому континенту. Термін «Східна православна Європа» неофіційно використовується для позначення переважно східноправославних держав: Білорусі, Болгарії, Кіпру, Грузії, Греції, Молдови, Чорногорії, Північної Македонії, Румунії, Росії, Сербії та України.

## Історія
Майже вся Східна православна Європа стала частиною комуністичних держав після Другої світової війни, або шляхом прямої анексії СРСР, або через непряме радянське панування через держави-сателіти.

## Східне православ'я в країнах з православною більшістю
- Православ'я в Молдові, 97,0% (перепис 2017 року)[2]
- Православ'я в Греції, 90%[2]
- Православ'я в Сербії, 84,6% (перепис 2011 року)[3]
- Православ'я в Грузії, 83,4% (перепис 2014 року)[4]
- Православ'я в Румунії, 81,0% (перепис 2015 року)[5]
- Православ'я в Росії, 79% (прибл.)[2]
- Православ'я в Болгарії, 77% (перепис 2011 року)[6]
- Східне православ'я на Кіпрі, 73,2% (прибл.)
- Православ'я в Білорусі, 73% (перепис 2011 року)
- Православ'я в Чорногорії, 72,1% (перепис 2011 року)[7]
- Православ'я в Північній Македонії, 69,6% (прибл.)[8]
- Православ'я в Україні, 67,3% (прибл.)

## Східне православ'я в країнах з неправославною більшістю
- Православ'я в Боснії та Герцеговині, 31,0% (перепис 2013 року) [9]
- Православ'я в Албанії, 20% (прибл.)[джерело?]
- Православ'я в Латвії, 19,4% (перепис 2011 року) [10]
- Православ'я в Естонії, 16,15% (перепис 2011 року) [11]
- Православ'я в Австрії, 8,8% (перепис 2018 року) [12]
- Православ'я в Литві, 4,9% (перепис 2011 року) [13]
- Православ'я в Хорватії, 4,44% (перепис 2011 року)[джерело?]
- Православ'я в Італії, 3,5%[джерело?]
- Православ'я в Німеччині, 2,4%
- Православ'я в Словенії, 2,3% (перепис 2002 року)[джерело?]
- Православ'я в Іспанії, 2,2% (за Вікіпедією)
- Православ'я в Польщі, 1,5% (за Вікіпедією)[джерело?]
- Православ'я в Республіці Ірландія, 1,3% (2017)[джерело?]
- Православ'я у Фінляндії, 1,09% (перепис 2020 року) [14]
- Православ'я у Словаччині, 0,9% (перепис 2011 року) [15]
- Православ'я в Норвегії, 0,22% (2012)[джерело?]
- Православ'я у Вірменії, 0,2% (перепис 2022 року)
- Православ'я в Угорщині, 0,1% (перепис 2011 року) [16]